# Osyricera
Osyricera é um género botânico pertencente à família das orquídeas (Orchidaceae).